# 濵田尚里
濵田 尚里（はまだ しょうり、1990年（平成2年）9月25日 - ）は、日本の女子柔道家、サンボ選手。2021年開催の東京オリンピック柔道78kg級金メダリスト。2018年世界柔道選手権大会78kg級金メダリスト。鹿児島県霧島市出身。山梨学院大学卒業。自衛隊体育学校所属の幹部自衛官（2023年12月現在、1等陸尉）。名字は報道等では「浜田」と表記されることもある。

## 人物
握力は右59kg、左64kg。組み手は右組み。得意技は内股。趣味はコーヒータイムとケーキ作り。血液型はB型。
寝技の名手として知られる（後述）。試合に勝っても負けても畳の上では一切表情を変えない武道家らしい所作でも知られている。

## 経歴

### 中学校卒業まで
柔道は霧島市立国分西小学校に在籍していた10歳の時に、兄と一緒に近所の陸上自衛隊国分駐屯地内の国分西柔道クラブで始めた。小学生の頃はずば抜けて強いわけではないが、人一倍練習に励む子供であった。霧島市立国分南中学校では男子柔道部しかなかったので女子5人くらいで誘い合って入部した。中学校では県大会どまりの選手であった。中学時代の同級生には2012年ロンドンオリンピックバレーボールで銅メダルを獲得した新鍋理沙が、1年後輩には広島東洋カープの大瀬良大地がいた。

### 高校生時代
県立鹿児島南高校へ進むと、柔道部の監督に寝技をみっちりと仕込まれて得意技にしていった。3年の時にはインターハイ78kg級決勝で熊本県立阿蘇高校3年の緒方亜香里と対戦するが、開始早々の内股で敗れ2位となった。また、団体戦では準決勝で阿蘇高校と対戦すると、やはり緒方に大内刈で敗れて3位にとどまった。当時の緒方について濵田は「もう高校生の強さじゃないというか、何をしても敵わないみたいな相手でライバルと言えるような力関係ではなかった」と語っている。ドイツで行われたチューリンゲン国際柔道大会に全日本柔道連盟から派遣され5位の成績だった。尚、鹿児島南高校3年生のときに長渕剛の40枚目シングル「卒業」の作詞に関わっており、テレビのドキュメンタリーで放送されたことがある。

### 大学生時代
山梨学院大学に進むと、1年生の時には全日本ジュニアで3位になった。3年の時にユニバーシアード柔道競技に出場して5位となった。4年生の時には全日本選抜柔道体重別選手権大会で3位、体重別団体で2位になった。また、柔道部監督の山部伸敏の勧めによりロシアの軍隊格闘技サンボにも取り組み始めた。これは寝技の幅を広げることが目的であった。柔道稽古の合間にレスリング場でサンボの練習を行うと同時にロシアのトップアスリート養成所「サンボ70」での合宿にも参加、2013年2月3日にプーチン大統領杯サンボ選手権大会の80kg級で優勝、卒業直前の2013年3月24日にはハルランピエフ記念国際サンボ選手権大会の80kg級でも優勝した。

### 2013年
自衛官となり、自衛隊体育学校へ入校した。7月にロシアのカザニで開催されたユニバーシアードのサンボ競技に出場して80kg級で優勝した。

### 2014年
11月、千葉県成田市で開催されたサンボの世界選手権（2014 World Sambo Championships）の80kg級に出場すると、元PRIDE王者エメリヤーエンコ・ヒョードルも見守る中、決勝では同じ柔道選手であるブルガリアのマリア・オリャシュコワを得意の腕緘で決め、2-1で破って優勝した。なお、サンボでは柔道の寝技を生かせたうえに、サンボを経験することで柔道の立ち技から寝技につなげる動きがスムーズになったという。この年、柔道に関しては8月の実業個人選手権決勝で、怪我から1年ぶりに復帰してきた元世界2位である了徳寺学園職員の緒方を横四方固で破って優勝した。さらに10月には、全日本実業柔道連盟によって派遣されたヨーロッパオープン・グラスゴーでも優勝した。11月の講道館杯では準決勝で環太平洋大学2年の梅木真美に横四方固で敗れるが3位に入った。12月のグランドスラム・東京では準決勝でオリンピックチャンピオンのケイラ・ハリソンに袈裟固で敗れるも3位に入った。

### 2015年
4月の全日本選抜体重別では、決勝で高校の4年後輩となる三井住友海上の高山莉加を合技で破って優勝したものの、2015年世界選手権の代表には選ばれなかった。7月のグランドスラム・チュメニでは準決勝でオランダのフーシェ・ステーンハイスに指導2で敗れるも、3位決定戦で元世界チャンピオンであるオランダのマリンド・フェルケルクを横四方固で破った。実業個人選手権では決勝で三井住友海上の吉村静織を内股で破って2連覇した。国体成年女子の部では埼玉県の一員として出場したが、決勝で岩手県の菅原歩巴に上四方固で敗れて2位にとどまった。11月の講道館杯では決勝で高山を縦四方固で破るなど得意の寝技でオール一本勝ちして優勝した。続くグランプリ・青島では準々決勝でハリソンを腕緘で仕留めるなどして決勝へ進むと、元世界チャンピオンであるフランスのオドレー・チュメオを送襟絞 の一種横絞で破ってIJFワールド柔道ツアー初優勝した。12月のグランドスラム・東京では準々決勝でオランダのステーンハイスに開始早々の出足払で敗れると、敗者復活戦でもスロベニアのアナマリ・ベレンシェクに肩固で敗れて7位に終わった。

### 2016年
4月の選抜体重別では準決勝でコマツの佐藤瑠香に有効で敗れて3位に終わった。8月の実業個人選手権では前年に続いて決勝で吉村を横四方固めで破って3連覇した。11月の講道館杯では2回戦で吉村に有効で敗れた。

### 2017年
2月のヨーロッパオープン・オーバーヴァルトでは決勝で韓国のパク・ユジンを横四方固で破ったのをはじめ、全試合を寝技で一本勝ちして優勝した。この際に、ヨーロッパ柔道連盟からもその寝技技術を高く評価された。4月の体重別では決勝で梅木に払腰で技ありを取られると後袈裟固で敗れて2位だった。5月のアジア選手権では決勝で中国のマ・ジェンジャオを片手絞で破ったのを始め、寝技でオール一本勝ちして優勝した。団体戦は初戦のみの出場となったが腕緘で勝利すると、その後チームも優勝した。6月の実業団体では三井住友海上戦で78kg超級の稲森奈見を大外刈で破るが、コマツ戦で佐藤に大外刈で敗れるなど2勝1敗でチームは2位になった。8月の実業個人選手権では決勝で吉村を横四方固めで破って4連覇した。10月のグランプリ・ザグレブでは決勝でフランスのサマ＝アワ・カマラを開始早々、相手の腕を伸ばす形の腕緘で破った のをはじめ、得意の寝技でオール一本勝ちして優勝した。11月の講道館杯では決勝で大成高校3年の和田梨乃子と対戦すると、技ありを先取されるも十字固で逆転勝ちして、大会を通じてオール一本勝ちで2度目の優勝を果たした。12月のグランドスラム・東京では2回戦で世界ランキング1位であるイギリスのナタリー・パウエルを横四方固、準決勝でチュメオを崩上四方固でそれぞれ破った。決勝ではステーンハイスと対戦すると、燕返で技ありを取った直後に送襟絞で破るなど得意の寝技でオール一本勝ちしてグランドスラム大会初優勝した。これにより、2017年に出場した国際大会では15戦全てを寝技で一本勝ちすることになった。

### 2018年
2月のグランドスラム・パリでは準決勝で地元のチュメオに大外刈で敗れるも、3位決定戦では梅木を片羽絞で破って3位となった。4月の体重別では最初の2戦を一本勝ちするも決勝で高山に合技で敗れて2位だったが、国際大会の実績などで世界選手権代表に選出された。6月の実業団体では三井住友海上戦で高山を横四方固で破るも、コマツ戦では78kg超級の冨田若春に合技で敗れるなど1勝1敗1分だった。7月のグランプリ・ザグレブでは準々決勝でフランスのマドレーヌ・マロンガに大内刈で敗れるも、敗者復活戦で世界チャンピオンであるブラジルのマイラ・アギアルを片手絞で破るが、3位決定戦でチュメオに小内刈で敗れて5位に終わった。しかしアギアルを破ったことで、対戦経験のある新旧世界チャンピオン5名全員（フェルケルク、ハリソン、チュメオ、アギアル、梅木）を得意の寝技で仕留めることになった。9月の世界選手権では準決勝で元世界チャンピオンのフェルケルクを大内刈で破ると、決勝では世界ランキング1位のステーンハイスを9分23秒の戦いの末に反則勝ちで破るなどオール一本勝ちして、自身28回目の誕生日に世界チャンピオンとなった。これにより柔道とサンボの両競技で世界一となった。試合後には「決勝は競った中でしっかりと勝ち切れた。今まで以上に立ち技を練習してきたので、見せることができて良かった。いい誕生日になった。（サンボと）二つの競技での世界一を狙っていたので、うれしい」 とコメントした。11月のグランドスラム・大阪では準決勝で梅木に小外刈で敗れるが、3位決定戦でドイツのルイーゼ・マルツァンを横四方固で破った。今大会で3位にとどまったことで、世界選手権代表内定はならなかった。12月のワールドマスターズでは準決勝で佐藤に反則負けするも、3位決定戦でステーンハイスを横四方固で破って3位になった。

### 2019年
2月のグランドスラム・デュッセルドルフでは初戦でロシアのアントニナ・シュメレワに開始僅か10秒の大外刈で敗れた。4月の体重別では準決勝でコマツの泉真生を横四方固、決勝で佐藤を大内刈の技ありで破って今大会4年ぶり2度目の優勝を飾って、世界選手権代表に選出された。5月のグランドスラム・バクーでは準々決勝でマロンガに大内刈で敗れるも、敗者復活戦でアギアルを片手絞めで破ると、3位決定戦でもステーンハイスに反則勝ちした。7月のグランプリ・モントリオールでは準決勝まで寝技で勝利すると、決勝ではロシアのアレクサンドラ・バビンツェワを内股で破るなど全て一本勝ちして優勝した。8月に東京で開催された世界選手権では準決勝でスロベニアのクララ・アポテカルを腕緘で破るなど全て一本勝ちして決勝に進むが、マロンガに技ありを取られた直後に寝技のチャンスを逃すと、大外返で敗れて2位にとどまった。2日後の世界団体には当初出場予定になかったが、78kg超級の素根輝と朝比奈沙羅が体調不良だったため、当日になって急遽要請を受けて出場が決まった。その準決勝のブラジル戦で1階級上のマリア・アルテマンを腕緘で破ると、決勝のフランス戦では自身が敗れると代表戦に持ち込まれる状況の中で、マロンガを縦四方固めで破るなどオール一本勝ちして、チームの優勝に大きく貢献した。グランドスラム・大阪では準々決勝でチュメオを縦四方固、準決勝で泉を合技で破るも、決勝では梅木から小外掛で技ありを先取しながら、隅落で逆転負けを喫して2位だった。

### 2020年
2月のグランドスラム・デュッセルドルフでは決勝でマイラ・アギアルを横四方固で破るなどオール一本勝ちで優勝した。この決勝では、試合開始と同時にアギアルを寝技に引き込み、2分間ものあいだ一度も立たせることなく攻撃を続けて仕留め、その映像が国際柔道連盟より寝技の上級者用お手本として紹介された。その後に開かれた全日本柔道連盟強化委員会で満場一致により、東京オリンピック代表が内定した。2番手選手とのこれまでの成績差が歴然だと強化委員の3分の2以上によって判断された場合は東京オリンピック代表が内定することになっていた。代表内定となった濵田は、「五輪を目指してやってきたので選ばれてよかった。ずっと出たかった大会なので楽しみ。（本番までに）やらないといけないことはたくさんある」と決意を語った。5月に全柔連は常務理事会と強化委員会を開いて、新型コロナウイルスの影響で1年延期になった東京オリンピックでは、2月に決まっていた代表内定選手の権利を維持する方針を確認した。内定選手は激越な代表選考をすでに経ているとしたうえで、国際大会の再開が今だ不透明で再選考が容易でないことを最大の理由に挙げた。一方で強化委員長の金野潤は、「現場の監督、コーチが現内定選手で闘う自信をしっかり持っていることが一番の決め手」だと説明した。その後、全柔連の全理事と監事の承認を得て、代表内定選手の維持が正式に決まった。

### 2021年・東京五輪
1月のワールドマスターズでは準決勝でステーンハイスを大内刈で破るも、決勝ではマロンガに技ありで敗れて2位だった。4月のグランドスラム・アンタルヤでは決勝でポーランドのベアタ・パツトを合技で破るなどオール一本勝ちして優勝した。
2021年7月29日に日本武道館で開催された東京オリンピックでは初戦でヨーロッパチャンピオンであるポーランドのベアタ・パクトを隅落からの横四方固め（シバロック）で2分32秒合技一本、準々決勝でロシアオリンピック委員会のバビンツェワを巴投げから送襟絞で2分38秒合技一本（寝始めから「参った」まで8秒）、準決勝で2021年世界チャンピオンであるドイツのアンナ＝マリア・ヴァーグナーを腕挫十字固1分23秒一本（同5秒）で破った。決勝でも2019年世界チャンピオンのマドレーヌ・マロンガを寝技に引き込み崩上四方固で1分09秒一本と、新旧世界チャンピオンとの2試合を含む4試合オール一本勝という完璧な内容で金メダルを獲得した。試合後のインタビューで「試合中は、ほかの大会と同じ気持ちで臨めましたが、金メダルをもらったときは特別な気持ちになりました」「研究されてもその上をいけるように練習してきたので、練習の成果が出せたかなと思います」と語った。30歳10ヶ月でのオリンピック初出場も金メダル獲得もともに日本柔道史上最年長記録であった。2日後に行われた東京オリンピック男女混合団体戦にも選手登録されており日本チームの一員として銀メダルを獲得したが、女子重量級は一階級上（78kg超級）の素根輝が全試合出場したため出場機会は無かった。
この東京オリンピックの全4試合すべて寝技で一本勝ち、しかも合計試合時間わずか7分42秒という内容について、同じ日に金メダルを獲得した男子100kg級代表のウルフ・アロンは「濵田さんの寝技強すぎです、あれはやばい、自分もたぶん寝技に引き込まれたらひっくり返されて抑え込まれる、寝技に入ったらもう尚里（勝利）タイム」、北京およびリオデジャネイロ五輪銅メダリストの女子52kg級中村美里も「寝技に入る速さがピカイチ、濵田選手の寝技だけは分かっていても対策し切れない、どの形になっても最終的に得意パターンに持っていく寝技を持つまれな選手」 と評価としている。バルセロナ五輪男子95kg超級銀メダリストで全日本柔道選手権7回優勝の小川直也は「寝技がエグい、ダントツに強い、歴代柔道家の中でも最強ではないか。決勝なんて審判が「始め」と言ってから一回も「待て」がかからず、相手を完全にコントロールしたまま抑え込んだ。あんなの今まで見たことない。（今回のオリンピックで）決勝をあれだけ一方的にやっちゃったのは濵田ただ一人」と驚きを隠せなかった。また現役時代は寝技を武器としていたロンドン五輪女子57kg級金メダリストの松本薫も「私が何回も（寝技乱取りで）挑戦しても一度も勝てなかった、寝技ではピカイチで横に並ぶ選手はいない」 と明かしている。防衛大臣の岸信夫は試合直後に「圧倒的な抑え込み、素晴らしい試合でした!」とコメントし、8月24日に第１級賞詞および第1級防衛功労章を授与した。8月23日には出身地の鹿児島県より同県7人目の県民栄誉表彰が、8月30日には霧島市より同市初の市民栄誉賞が授与された。9月1日には所属している自衛隊体育学校が所在する埼玉県朝霞市から市民体育賞特別賞が、居住地である和光市から市民栄誉賞が授与された。11月3日には紫綬褒章を受賞。11月18日には霧島市のJR国分駅前に記念のゴールドポスト（第14号）が設置された（ゴールドポストプロジェクト）。

### 2022年
4月の体重別では決勝で高山を横四方固で破ったのを始め、寝技でオール一本勝ちして優勝した。また、世界選手権代表にも選ばれた。5月の実業団体では高山を大内刈で破るも、70㎏級の田中志歩や78㎏超級の橋本朱未とは引き分けだった。7月のグランドスラム・ブダペストでは初戦となる準々決勝でイタリアのアリーチェ・ベッランディに技ありで敗れるも、その後の敗者復活戦を勝ち上がって3位になった。10月の世界選手権では準々決勝でアギアルに内股返で敗れると、敗者復活戦ではヴァーグナーを大内刈で破るも、3位決定戦でウクライナのエリザベータ・リトビネンコに開始早々の膝車で敗れて5位にとどまった。12月のグランドスラム・東京では準々決勝で梅木、準決勝でヴァーグナーをそれぞれ合技で破るも、決勝で高山に横四方固で敗れて2位だった。2015年のグランドスラム・東京でベレンシェクに肩固で敗れて以来、国際大会では7年ぶりの寝技での敗戦となった。しかしながら、2023年の世界選手権代表に決まった。

### 2023年
4月のグランドスラム・アンタルヤでは決勝でチュメオに反則負けを喫して2位だった。5月の世界選手権では準々決勝でチュメオに合技で敗れると、その後の3位決定戦でもベッランディに反則負けを喫して、昨年に続いて5位に終わった。8月のワールドマスターズでは初戦でイ・チョンギョンに内股で敗れた。12月のグランドスラム・東京では準々決勝で世界チャンピオンであるイスラエルのインバル・ラニルに隅落で敗れると、その後の敗者復活戦でも韓国のユン・ヒョンジに内股で敗れて7位にとどまった。この結果により、パリオリンピック代表には選ばれなかった。

### 2024年
2月のグランドスラム・パリでは3回戦でベッランディに大外刈で敗れた。4月の体重別では決勝で東海大学4年の池田紅を技ありで破って優勝した。なお、世界選手権代表に選出された。5月の世界選手権では3回戦でヴァーグナーに反則負けを喫した。12月のグランドスラム・東京では準決勝で韓国のキム・ミンジュに反則負けすると、3位決定戦でもポルトガルのパトリシア・サンパイオに小外掛で敗れて5位だった。

### 2025年
2025年2月のグランドスラム・タシケントでは初戦でブラジルのカロル・ギメネスに反則負けを喫した。4月の体重別では初戦で東海大学4年の杉村美寿希に合技で敗れた。

## 柔道スタイル
「寝技師」「寝技職人」「寝技の女王」などと称され、強力な寝技による高い一本勝ち率を誇る。右組みから繰り出される内股、大内刈り、大外刈りといったポイントを狙う大技に加えて、巴投げ、隅返、隅落とし、背負い投げといった寝技移行を狙った立技も織り交ぜて試合を組み立てる。そしていったん寝姿勢に入ると、極めて迅速かつ精緻な寝技の積み上げによって高い確度で一本を取る。寝姿勢に入った瞬間に関節技や絞め技を極めて一本を取る速攻を見せることもあるが、むしろ濵田の寝技の真骨頂はいわゆる「亀」と言われるうつぶせ防御姿勢の相手に対して、右手で相手の背中の帯を掴み自身が下に潜り込みながらひっくり返す帯取り返し（引き込み返し）、そしてその際に伸びた相手の右肘関節を極める腕がらみ（キムラロック）、あるいは抑え込みによる手順を踏んだ一本である。2011年世界選手権女子57kg級金メダリストの佐藤愛子はこの帯取り返しから抑え込みまでの必勝パターンを「尚里（勝利）の方程式」と呼んでいる。また、相手の右腕に隙がある場合は最初から腕がらみを極めながらひっくり返す腕がらみ返しも多用する。通常の柔道の試合では相手が「亀」になった時点で攻撃を諦め審判の「待て」を待つことが多いが、濵田の場合ここからしばしば一本をとるのが特徴である。したがってうつぶせになった対戦相手は恐怖心からすぐに起き上がろうとしたり、なりふり構わず場外に逃れようとするが、それらを一切許さず、執拗に寝技の猛攻をかけ続け、確実に一本で仕留めるさまはメディアからしばしば「アリ地獄」と形容される。
このようなスタイルは、伝統的な寝技の基本に忠実であることに加えて、自身が世界選手権を制したサンボの技術も取り入れた濵田オリジナルのものである。このスタイルについて、寝技の達人として知られる総合格闘家の青木真也は「寝技が強い、ホントに強いという印象、彼女の強さは寝技と立ち技の中間のところ、いわゆる『ギワ』を取るのが本当にうまい。柔道というルールの中で、常人には理解できないほど細分化しすぎるところまでいっていると言っていい」と語っている。また柔道関係者からも「なかなか真似したくてもできない、鋭い嗅覚と相手をおびき寄せる方法とかが研ぎ澄まされている」と容易に習得できるものではないことが指摘されている。北京五輪男子100kg超級金メダリストで総合格闘家の石井慧は「寝技が強いし、受けが強い。阿部一二三選手のようなバーッと投げる派手さはなくても、ああいう柔道が最終的に勝つのかなと思います」と濵田の柔道スタイルを絶賛している。1993年世界選手権男子86kg級金メダリストの寝技師中村佳央も「あれだけの技術を持っていたら相手は怖がってしまう。だから、投げを仕掛けても次の瞬間に失敗したときのことを恐れて逃げの態勢に入る。寝技が強いと、相手を波に乗せないことができる。濵田の（東京五輪）金メダルは、豪快な投げ技だけでなく、寝技でもこうやって勝てるんだということを示した。柔道という競技の幅を広める点からも、意味のある金メダルだ」と濵田の寝技技術が柔道界に少なからぬ影響を与えた可能性を指摘している。
憧れの柔道家として、面識は無いものの、「寝技の神様」として世界に知られる柏崎克彦を挙げている。高校時代、柏崎の1981年世界選手権の試合映像に大きな影響を受け、繰り返し観て研究することでそのスタイルを身に着けていった。このことから「自分の柔道スタイルは柏崎先生がいなければできなかった」と語っている。柏崎本人も、試合会場でたまたま見かけた大学生の濵田の寝技に目を奪われ、「手取り足取り教えた選手の誰より、自分の柔道に似ている」「まるで自分を見ているようだ」と感銘を受けた。また現在の濵田の寝技については「世界で一番上手だ」と評している。
このように世間からは寝技師として見られがちだが、本人は何が何でも寝技に持ち込むといったこだわりは無く、「立ち技でも投げたいし、チャンスになれば寝技で獲りたい」というスタイルだと思っている。「（他の日本代表選手の）みなさんみたいに投げられるなら投げたい」といった立ち技への思いから、得意技を聞かれると必ず「内股」と答えるよう心がけているが、つい口が滑って「寝技」と答えてしまうことがある。

## 世界ランキング変遷
- 世界ランキングの年度別変遷

|      | 2014年 | 2015年 | 2016年 | 2017年 | 2018年 | 2019年 | 2020年 | 2021年 | 2022年 | 2023年 | 2024年 |
| ---- | ------ | ------ | ------ | ------ | ------ | ------ | ------ | ------ | ------ | ------ | ------ |
| 順位 | 41     | 21     | 42     | 11     | 5      | 5      | 2      | 3      | 7      | 18     | 34     |

(出典、JudoInside.com)
最近のランキングは『選手情報』や"World ranking list"を参照。

## 戦績
- 2008年 -　インターハイ 個人戦 2位 団体戦 3位
- 2009年 -　チューリンゲン国際柔道大会 5位
- 2009年 -　全日本ジュニア 3位
- 2010年 -　学生体重別 5位
- 2010年 -　体重別団体 3位
- 2011年 -　ユニバーシアード 5位
- 2012年 -　選抜体重別 3位
- 2012年 -　全日本学生柔道優勝大会 2位
- 2012年 -　体重別団体 2位
- 2013年 -　実業団体 2位
- 2013年 -　実業個人選手権 3位
- 2014年 -　実業団体 3位
- 2014年 -　実業個人選手権 優勝
- 2014年 -　ヨーロッパオープン・グラスゴー 優勝
- 2014年 -　講道館杯 3位
- 2014年 -　グランドスラム・東京 3位
- 2015年 - ヨーロッパオープン・オーバーヴァルト 2位
- 2015年 - 選抜体重別 優勝
- 2015年 - グランドスラム・チュメニ 3位
- 2015年 - 実業個人選手権 優勝
- 2015年 - 国体 成年女子の部 2位
- 2015年 -　講道館杯 優勝
- 2015年 -　グランプリ・青島 優勝
- 2015年 -　グランドスラム・東京 7位
- 2016年 -　選抜体重別 3位
- 2016年 -　実業個人選手権 優勝
- 2017年 -　ヨーロッパオープン・オーバーヴァルト 優勝
- 2017年 -　体重別 2位
- 2017年 -　アジア選手権 個人戦 優勝 団体戦 優勝
- 2017年 -　実業団体 2位
- 2017年 -　実業個人選手権 優勝
- 2017年 -　グランプリ・ザグレブ 優勝
- 2017年 -　講道館杯 優勝
- 2017年 -　グランドスラム・東京 優勝
- 2018年 -　グランドスラム・パリ 3位
- 2018年 -　体重別 2位
- 2018年 -　グランプリ・ザグレブ 5位
- 2018年 -　世界選手権 優勝
- 2018年 -　グランドスラム・大阪 3位
- 2018年 -　ワールドマスターズ 3位
- 2019年 -　 選抜体重別 優勝
- 2019年 - グランドスラム・バクー 3位
- 2019年 - グランプリ・モントリオール 優勝
- 2019年 - 世界選手権 2位
- 2019年 - 世界団体 優勝
- 2019年 -　グランドスラム・大阪 2位
- 2020年 -　グランドスラム・デュッセルドルフ 優勝
- 2021年 -　ワールドマスターズ 2位
- 2021年 -　グランドスラム・アンタルヤ 優勝
- 2021年 -　東京オリンピック 優勝
- 2021年 -　東京オリンピック混合団体 2位
- 2022年 -　 選抜体重別 優勝
- 2022年 -　グランドスラム・ブダペスト 3位
- 2022年 -　世界選手権　5位
- 2022年 -　グランドスラム・東京　2位
- 2023年 -　グランドスラム・アンタルヤ　2位
- 2023年 -　世界選手権　5位
- 2023年 -　グランドスラム・東京　7位
- 2024年 -　 選抜体重別 優勝
- 2024年 - グランドスラム・東京　5位

(出典、JudoInside.com)
サンボ（80kg級）
- 2013年 -　ユニバーシアード 優勝
- 2014年 -　世界選手権 優勝

(出典)。